# Matanza de la Escuela Santa María de Iquique
La matanza de la Escuela Santa María de Iquique fue una masacre de trabajadores del salitre cometida en Chile el 21 de diciembre de 1907 y perpetrada por las Fuerzas Armadas de dicho país. Diversas fuentes contabilizan las muertes entre 2200 a 3600 personas mientras que las cifras oficiales del gobierno del presidente Pedro Montt solo las situó en 126. Eran personas de diversas nacionalidades que se estaban alojando en la Escuela Domingo Santa María de Iquique, en el contexto de una huelga general.
La tragedia acaeció en la época del auge de la producción salitrera, en el salar de Antofagasta y Tarapacá, bajo los gobiernos parlamentarios. La huelga —provocada por las míseras condiciones de trabajo y la explotación de los obreros— fue reprimida por medio del indiscriminado uso de la fuerza armada por parte del gobierno de Pedro Montt. El general Roberto Silva Renard —al mando de las unidades militares bajo instrucciones del ministro del interior Rafael Sotomayor Gaete— ordenó reprimir las protestas. Las tropas acabaron con la vida de los trabajadores junto con sus familias y dieron un trato especialmente duro a los sobrevivientes.
Se estima que un alto número de víctimas eran argentinos, bolivianos y peruanos, quienes —a pesar del pedido de sus cónsules— se negaron a abandonar el movimiento.

## Antecedentes
Sus antecedentes históricos se encuentran en el nacimiento del movimiento obrero en general, y el sindicalismo en particular. Ambos iniciaron su desarrollo dentro de los mineros del salitre, en tiempos de profunda decadencia institucional de su país. Esta huelga y su trágico corolario fueron el fin de un ciclo huelguístico iniciado en 1902 y que tuvo como principales protagonistas a la huelga de Valparaíso de 1903 y la de Santiago de 1905.

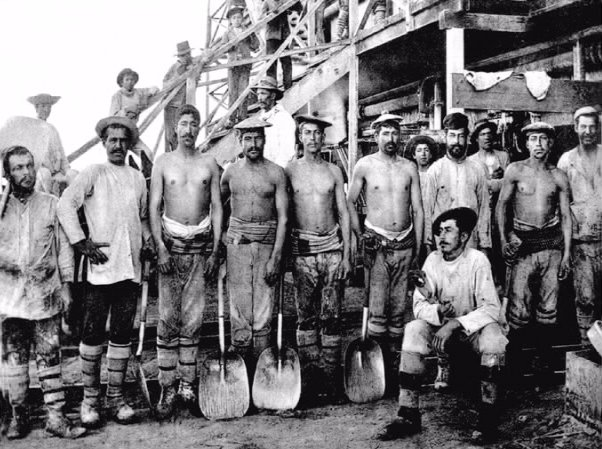
Trabajadores del salitre.

Geográficamente toda la zona del salitre en Chile está constituida por el desierto de Atacama. Los territorios de Tarapacá y Antofagasta fueron obtenidos por Chile tras la Guerra del Pacífico (1879-1884), significando para Chile acceder a una zona de riqueza mineral compuesta principalmente por grandes yacimientos de cobre y salitre.[cita requerida]
Este último se convertiría a fines del siglo XIX en el principal puntal de la economía del país, productor exclusivo a nivel mundial. Las tensiones provocadas por el dominio de las minas habían sido una de las principales causas de la Guerra Civil de 1891, cuando el bando del Congreso, protegiendo los intereses chilenos y británicos de la zona, vencieron en la contienda contra el presidente José Manuel Balmaceda.[cita requerida]
Los yacimientos se encontraban en la mitad de la pampa, es decir, la planicie existente entre el océano Pacífico y los faldeos de la cordillera de los Andes. Según el censo del 28 de noviembre de 1907, Tarapacá tenía 110 000 habitantes. En esta provincia y en la de Antofagasta trabajaban cerca de 40 000 operarios, de los cuales cerca de 13 000 provenían principalmente de Bolivia y Perú.  La vida en las minas era muy dura. Las empresas ejercían un duro control sobre la vida y obra dentro de los yacimientos, lo que provocaba un alto grado de vulnerabilidad de los trabajadores ante las arbitrariedades cometidas por los dueños, ya que este control desbordaba claramente el mero ámbito laboral de los trabajadores. La concentración de poderes era inmensa. Aparte de ser dueños de las viviendas obreras, las empresas contaban con un sistema policial propio, controlaban las pulperías y a todos aquellos que se dirigían a realizar negocios en las oficinas, establecieron un sistema exclusivo de pago por medio de fichas las cuales eran exclusivamente canjeables en las oficinas y negocios de su propiedad, y no dudaban en retrasar los pagos hasta dos o tres meses.
A principios del siglo XX, la cuestión social en la región de Tarapacá empezó a manifestarse en el malestar de los cargadores y lancheros de varias oficinas salitreras, que pedían sueldos de acuerdo con un cambio estable, en reemplazo del sistema de fichas salitreras, entre otras peticiones que les permitiera mejorar sus deplorables condiciones de vida y laborales, tales como aumentos de sueldos que les permitiera alimentarse correctamente. Ante la negativa por parte de las empresas y del gobierno de Santiago, exigieron que les facilitaran los medios para regresar al sur del país, desde donde venía la mayoría, demanda que también fue rechazada. Los gobiernos parlamentarios eran reacios a intervenir en las negociaciones entre empleadores y trabajadores y tendían a considerar a los movimientos de gran escala, especialmente si iban acompañados de demostraciones masivas, como rebeliones incipientes.

## Huelga general de 1907

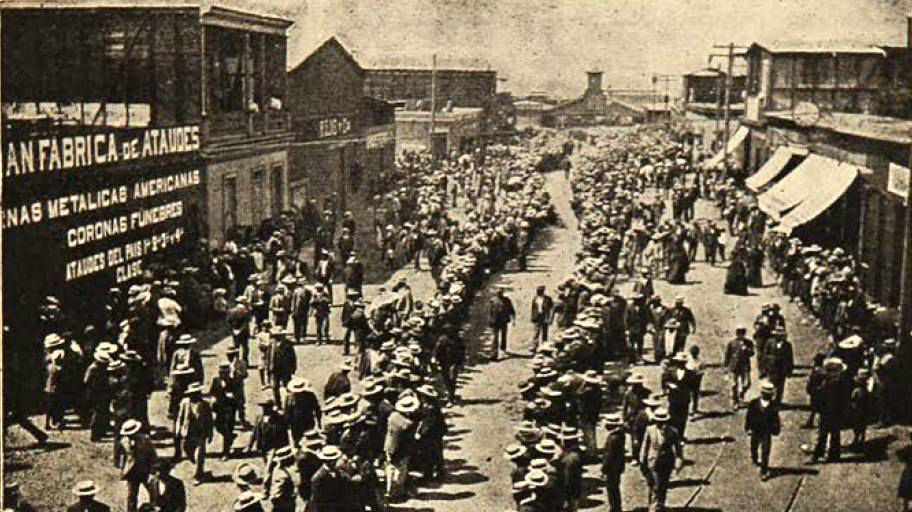
Marcha por las calles de Iquique de obreros que llegan desde la pampa.

El 10 de diciembre de 1907, una huelga general se desató en la salitrera San Lorenzo y el paro se amplió a la de Alto San Antonio, iniciándose la «Huelga de los 18 peniques». Este nombre se debe a que los jornaleros pedían el pago de salarios a este tipo de cambio ya que el salitre era comercializado en libras esterlinas. La numerosa columna de huelguistas de Alto San Antonio llegó al puerto de Iquique, sede del gobierno regional, portando banderas de Chile, Perú, Bolivia y Argentina, alojándose en el hipódromo del puerto (donde hoy se ubica el Estadio Municipal de Cavancha). A este movimiento se sumaron otras oficinas salitreras, entrando en huelga también casi todo el comercio e industria del norte del país.

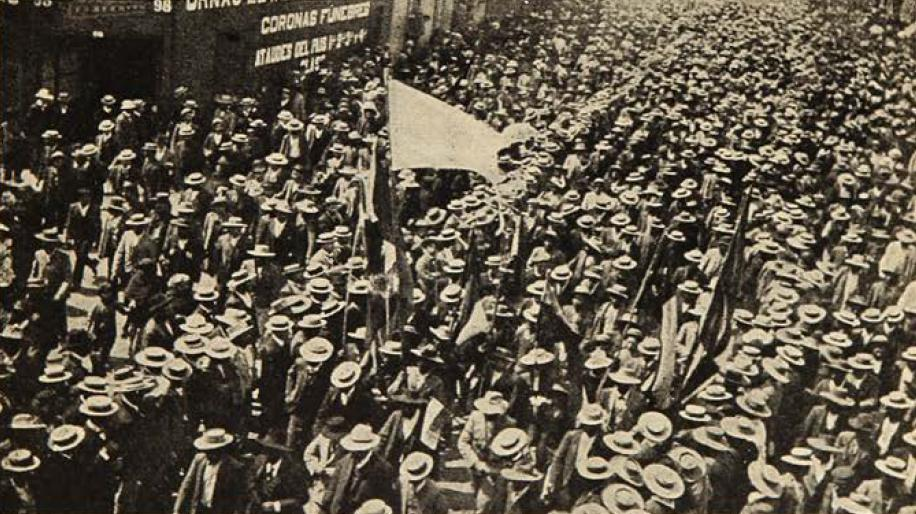
Marcha de los obreros en huelga en Iquique antes de ser alojados en la Escuela Domingo Santa María.

El 14 de diciembre, a las 10 de la mañana, los obreros de la oficina San Lorenzo acordaron bajar al puerto de Iquique. A su vez, alrededor de tres mil trabajadores se congregaron en una reunión general en la oficina de San Antonio y decidieron marchar hacia Iquique, siguiendo la ruta del ferrocarril salitrero. La caravana llegó al Alto del León al amanecer del 15 de diciembre, y a las 7:30 horas empezaron a ingresar al hipódromo, siendo custodiados por las tropas del Regimiento Granaderos de Iquique, en presencia del intendente subrogante, Julio Guzmán García, Santiago Toro Lorca, Antonio Viera Gallo y el jefe de división Agustín Almarza.
Los huelguistas establecieron una comisión para entrevistarse con el intendente subrogante y así plantearle sus demandas, que incluían un pago de salarios al cambio de 18 peniques, cambio de fichas salitreras a la par, control para la venta al público en las pulperías, colocando una romana fuera del negocio, prohibición de arrojar a la rampa el caliche desechado, entre otras peticiones menores.

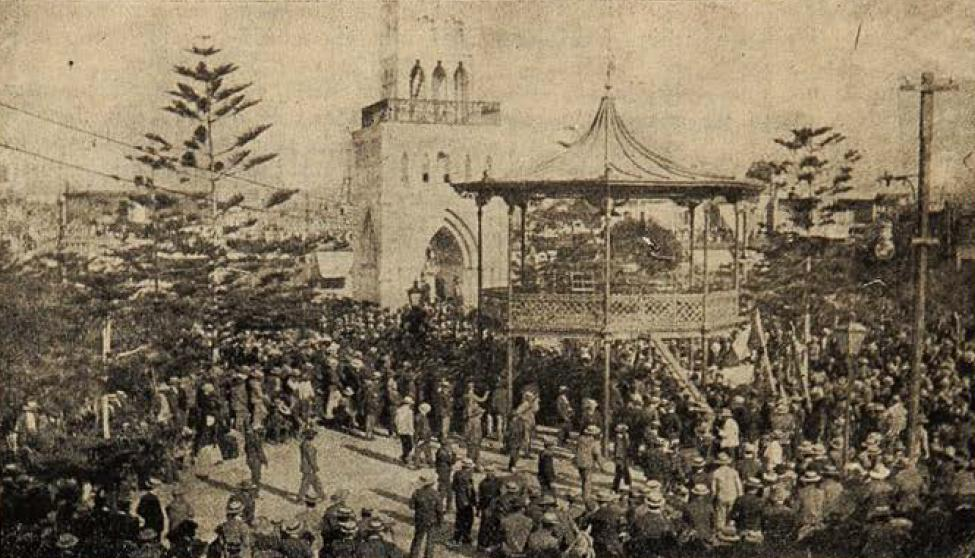
Mitin de obreros en la Plaza Arturo Prat.

La reunión se realizó en los salones de la Intendencia, en la calle Baquedano 951. Las autoridades pidieron a los dirigentes una tregua de ocho días para negociar las peticiones con los industriales salitreros, pero este tiempo fue rechazado por la multitud de obreros, quienes pidieron 24 horas para darles una solución a sus solicitudes. Julio Guzmán insistió, y le pidió al Comité Directivo de la huelga que se quedara unos días en Iquique, mientras el resto de obreros debía regresar a sus respectivas oficinas salitreras en un tren que saldría a las 17:00 horas Inicialmente los obreros acataron la medida, pero ya en el tren finalmente desistieron y se dirigieron a la Plaza Arturo Prat para hacer un mitin y luego dirigirse al edificio de la Intendencia, donde son llamados al orden por sus dirigentes. El intendente subrogante entonces acuerda facilitarles la Escuela Domingo Santa María para que pasen allí la noche.
En la mañana del 16 de diciembre, los obreros enviaron a la Intendencia un petitorio con diversos puntos, que fueron publicados para su lectura pública:

- Aceptar que mientras se supriman las fichas y se emita dinero sencillo cada Oficina representada y suscrita por su Gerente respectivo reciba las de otra Oficina y de ella misma a la par, pagando una multa de $ 50.000, siempre que se niegue a recibir las fichas a la par.
- Pago de los jornales a razón de un cambio fijo de 18 peniques. Libertad de comercio en la Oficina en forma amplia y absoluta.
- Cierre general con reja de fierro de todos los cachuchos y chulladores de las Oficinas Salitreras, so pena de pagar de 5 a 10.000 pesos de indemnización a cada obrero que se malogre a consecuencia de no haberse cumplido esta obligación.
- En cada oficina habrá una balanza y una vara al lado afuera de la pulpería y tienda para confrontar pesos y medidas.
- Conceder local gratuito para fundar escuelas nocturnas para obreros, siempre que algunos de ellos lo pida con tal objeto.
- Que el Administrador no pueda hacer arrojar a la rampa el caliche decomisado y aprovecharlo después en los cachuchos.
- Que el Administrador ni ningún empleado de la Oficina pueda despedir a los obreros que han tomado parte en el presente movimiento, ni a los jefes, sin un desahucio de 2 a 3 meses, o una indemnización en cambio de 300 a 500 pesos.
- Que en el futuro sea obligatorio para obreros y patrones un desahucio de 15 días cuando se ponga término al contrato.

Este acuerdo una vez aceptado se reducirá a escritura pública y será firmado por los patrones y por los representantes que designen los obreros.

Durante esa mañana, los trabajadores también eligieron el Comité Directivo de la Huelga, que quedó presidido por José Brigg; se presentaron los delegados de las distintas oficinas salitreras, y los representantes de los distintos gremios de Iquique que apoyaban las demandas de los salitreros.

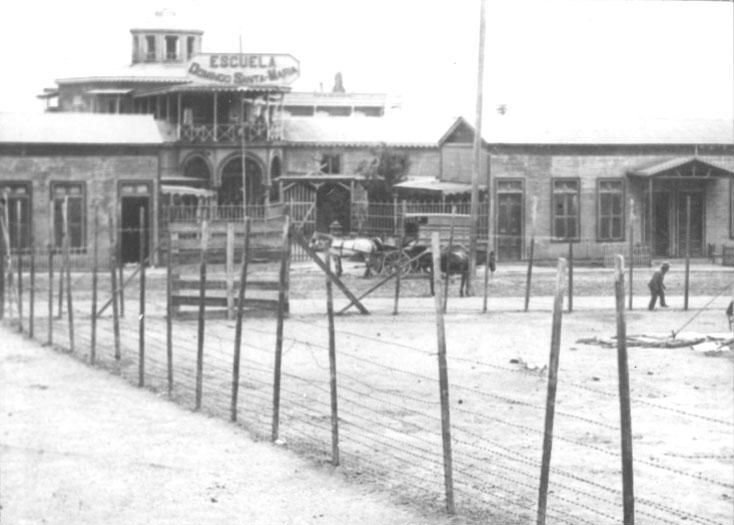
Escuela Domingo Santa María en 1907.

El 17 de diciembre la huelga se había generalizado tanto en la pampa como en Iquique. Julio Guzmán anunció a los dirigentes que en Santiago se había formado una comisión que llegaría a Iquique para solucionar el conflicto. A las 20:00 horas llegó un convoy con más de cien trabajadores que venían de los alrededores de Lagunas, los que también se instalaron en la Escuela Santa María, que por entonces había pasado a apodarse entre los obreros como el «cuartel general». Su azotea era utilizada por el Comité Directivo, mientras que los amplios salones del primer piso se habían adaptado como dormitorios, comedores y bodegas de comida. Por su parte, durante el transcurso del día y el día siguiente fue llegando más contingente militar desde otras ciudades, lo que llevó al Comité Directivo a decidir el 18 de diciembre no celebrar más comicios públicos, para evitar pretextos por parte de las autoridades de represalias por la vía armada.

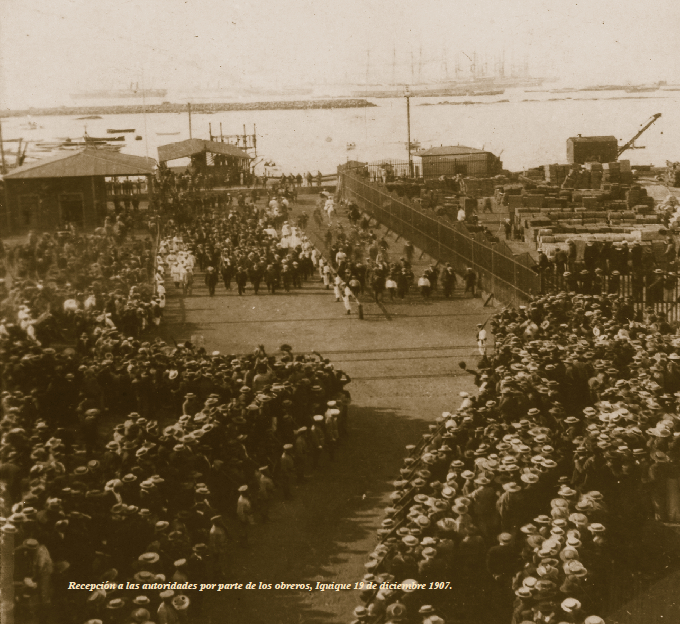
Recepción de las autoridades el 19 de diciembre de 1907.

A las 14:00 horas del 19 de diciembre, llegaron otros dos mil trabajadores provenientes de los alrededores de Huara, que se instalaron igualmente en la Escuela Santa María. Paralelamente, llegó a puerto el crucero Zenteno, que traía a bordo la Comisión anunciada por Julio Guzmán para dar solución al conflicto. Esta Comisión estaba integrada por el intendente titular Carlos Eastman Quiroga, el general Roberto Silva Renard y el coronel Sinforoso Ledesma. Con la llegada de esta Comisión, acabó el rol de mediador del intendente subrogante Julio Guzmán García. La Comisión se dirigió directamente al edificio de la Intendencia, seguida de numerosos trabajadores y civiles, que los recibieron con aclamaciones, ya que creían que venían comisionados para trasladarlos y solucionar sus problemas. Desde uno de los balcones del edificio, Eastman prometió entre vítores que arreglarían el conflicto, tras lo cual los obreros se trasladaron a la Escuela Santa María para esperar nuevas noticias.
A las 9:00 horas del 20 de diciembre llegaron alrededor de 3000 huelguistas más desde Negreiros y Huara. En total se estima que deben haberse reunido entre 8 mil y 10 mil hombres, mujeres y niños en la Escuela, muchos de los cuales eran peruanos y bolivianos.
Para evitar que siguiesen llegando trabajadores a la ciudad, las autoridades iniciaron detenciones a quienes viajaban para unirse a la huelga. En Huara detuvieron al comerciante Pedro Regalado Núñez y al obrero Pedro Díaz, quienes fueron acusados de agitadores y trasladados al puerto de Iquique, donde quedaron prisioneros en un buque de guerra. Todavía durante la mañana, el Comité nombró una comisión para ir a saludar a las autoridades en la Intendencia de parte de todos los trabajadores, gesto que fue bien recibido por el Intendente, quien declaró que «la autoridad está dispuesta y tiene los medios para asegurar en todo caso la tranquilidad de la ciudad y de la provincia». Sin embargo, durante el día siguieron llegando trabajadores pampinos (cuyos delegados fueron presentándose ante el Comité Directivo de la huelga) y alrededor de las 22:00 horas, el Intendente Eastman dictó un decreto equivalente al de un estado de sitio, que fue publicado en la prensa y dejaba las libertades constitucionales suspendidas, prohibiendo las reuniones de más de seis personas y el tránsito nocturno, obligando a los pampinos a concentrarse en la Escuela Domingo Santa María y en la Plaza Manuel Montt, y respaldando a las fuerzas del orden para dar «estricto cumplimiento» al decreto.

## La matanza

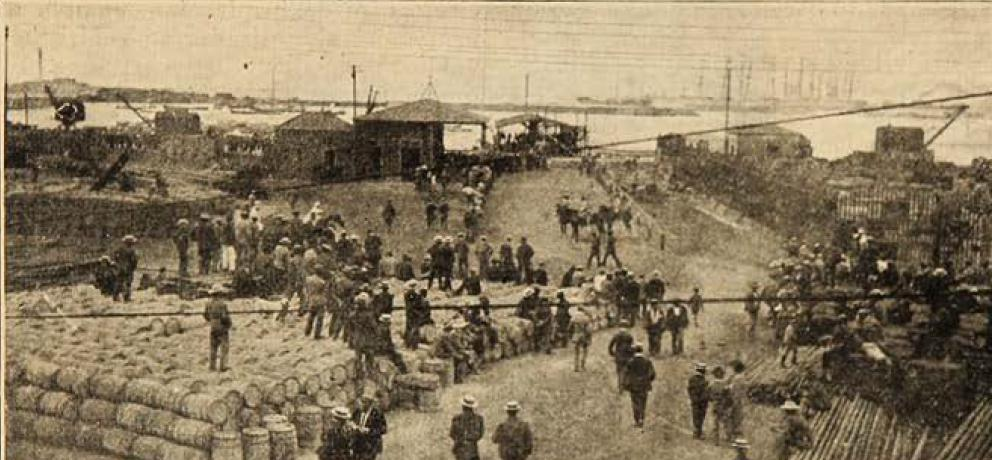
Obreros huelguistas esperando al crucero Esmeralda.

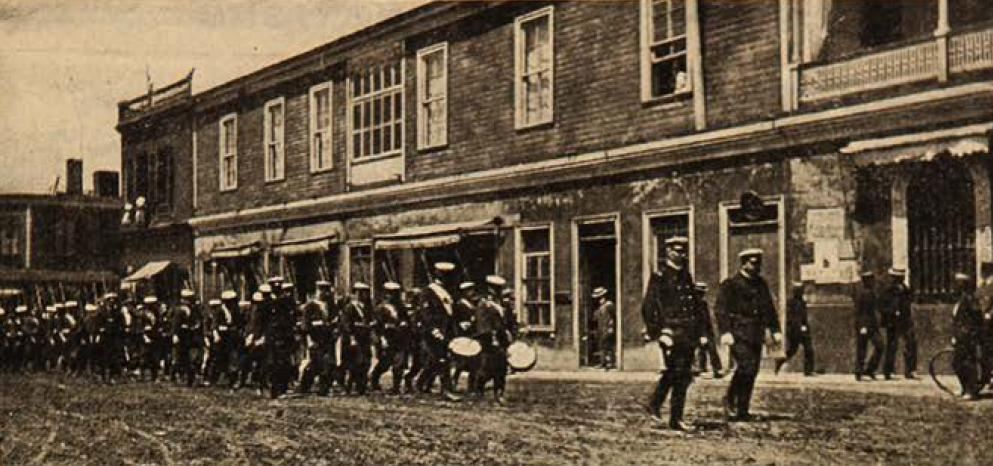
Marinería del crucero Blanco Encalada.

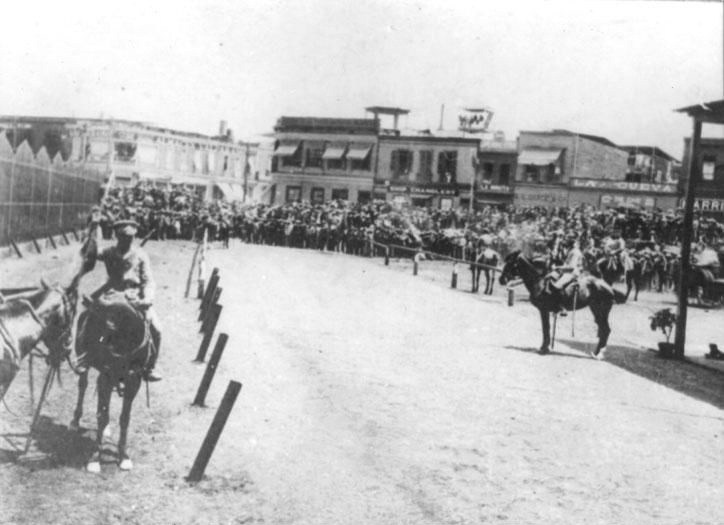
Regimiento Esmeralda durante la represión de la huelga.

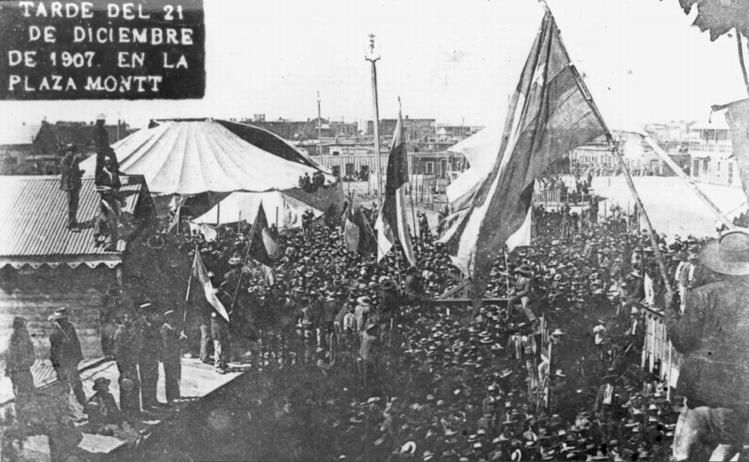
Concentración de mineros en la Plaza Montt, 21 de diciembre de 1907.

En paralelo a las negociaciones de los días previos de la matanza, durante el desarrollo de la huelga el gobierno del presidente Pedro Montt ya había dado la orden desde Santiago de reforzar las fuerzas armadas en Iquique. A las 17:00 horas del 17 de diciembre llegó al puerto de Iquique el crucero protegido Blanco Encalada procedente de Arica, del cual desembarcaron 200 soldados al mando del mayor Arturo Moreira. A las 10:30 horas del 18 de diciembre desembarcó el crucero acorazado Esmeralda con otros 90 marinos y 40 hombres de la compañía de desembarco.
El 20 de diciembre, día del inicio del estado de sitio, mientras el Comité Directivo se reunía con el Intendente Eastman en la oficina salitrera Buenaventura, un grupo de obreros con sus familias trataron de abandonar el lugar y fueron acribillados en la línea férrea. Como resultado de esta acción seis obreros murieron y los demás terminaron heridos. El 21 de diciembre se efectuaron los funerales de los obreros, e inmediatamente después de concluir las ceremonias se les ordenó a todos los trabajadores que abandonaran las dependencias de la Escuela y sus alrededores y se trasladaran a las casuchas del hipódromo. Los obreros se negaron a ir, temiendo ser cañoneados por los barcos que apuntaban el camino que deberían recorrer hacia dicho lugar.

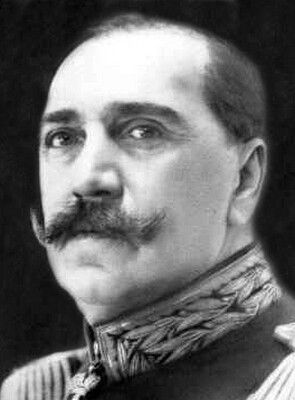
Roberto Silva Renard, general que ordenó la matanza.

El general Roberto Silva Renard, junto al coronel Ledesma, tenían la misión de desalojar a los trabajadores en huelga de la Escuela Domingo Santa María. Ese 21 de diciembre, a las 13:00 horas reunió en la Plaza Arturo Prat a todas las tropas de la ciudad, incluyendo a los marinos de la Armada. A las 14:30 horas, se señaló a los dirigentes del Comité Directivo de trabajadores que si no salían del edificio abrirían fuego contra ellos. Ante la negativa de estos, el jefe militar reiteró que abriría fuego sobre los huelguistas a las 15:30 horas. Pese a las amenazas reiteradas, sólo un pequeño grupo de trabajadores abandonó la plaza. Así, a las 15:45 horas, Silva Renard ordenó a sus soldados disparar las ametralladoras y rifles contra la azotea de la Escuela (donde se encontraba el Comité Directivo de la huelga, conformado por los dirigentes José Briggs, Manuel Altamirano, Luis Olea Castillo, José Santos Morales, Nicanor Rodríguez, Ladislao Córdova y Sixto Rojas Acosta, entre otros), así como contra la multitud situada en la puerta de la Escuela y en los alrededores de la Plaza Manuel Montt. La multitud, desesperada y buscando escapar, se arrojó sobre la tropa y ésta repitió el fuego mediante ametralladoras. En aquel momento las fuerzas del ejército entraron a la escuela y acribillaron a los trabajadores y a sus familias (niños, mujeres y hombres sin discriminar).
Acabada la masacre, que según testigos duró alrededor de un minuto y medio, Silva Renard ordenó sacar de la Escuela a todos los heridos y llevarlos al hospital. Los sobrevivientes fueron llevados por la calle Diego Barros Arana, vigilados por lanceros, hasta el hipódromo. Los muertos fueron echados en carretas, de a 10 a 15 cuerpos por carga, y lanzados a una fosa común en el Cementerio N.º 2 de Iquique.

## Víctimas

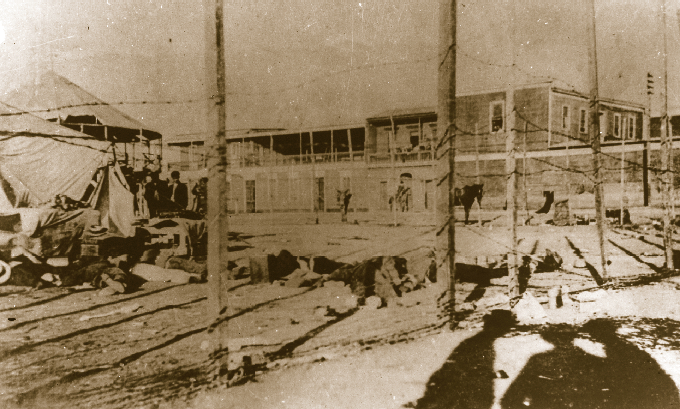
La plaza Montt, horas después de la masacre.

El número de víctimas que dejó la matanza es discutible. En primera instancia, el informe oficial del general Silva Renard habla en un primer momento de 140 muertos, para posteriormente ascender a 195. Ese es el número que otorga Nicolás Palacios, testigo de la matanza. Otro testigo, Leoncio Marín, sostiene que la descarga duró un minuto y medio, y dejó al menos 300 muertos y unos 500 heridos. Sin embargo, estas cifras se consideran irreales, dada la cantidad de obreros que se hallaban en el lugar. El número más alto conjeturado ha sido de 3600, aunque es considerado especulativo. La cifra más aceptada es de cerca de 2200. Pese a lo anterior, sea cual fuera el número, al decir de Correa y otros, «nadie duda de la singular magnitud de la matanza».
Cualquiera que haya sido el número de víctimas, el gobierno de Pedro Montt ordenó no expedir detalladamente certificados de defunción de los fallecidos, a lo cual el parte de defunción señalaba «muerte por herida de bala» (ver registros del museo regional) enterrándolos a todos en una fosa común en el cementerio de la ciudad. Solo en 1940 se exhumaron sus restos, los cuales fueron enterrados nuevamente, esta vez en el patio del Servicio Médico Legal de dicha ciudad.[cita requerida]
Con motivo de la conmemoración de los cien años de la matanza, el gobierno de la entonces presidenta Michelle Bachelet ordenó que se exhumaran nuevamente los restos y que fueran depositados en un monumento especialmente dedicado a ellos en el lugar del crimen.

## Cobertura en los medios

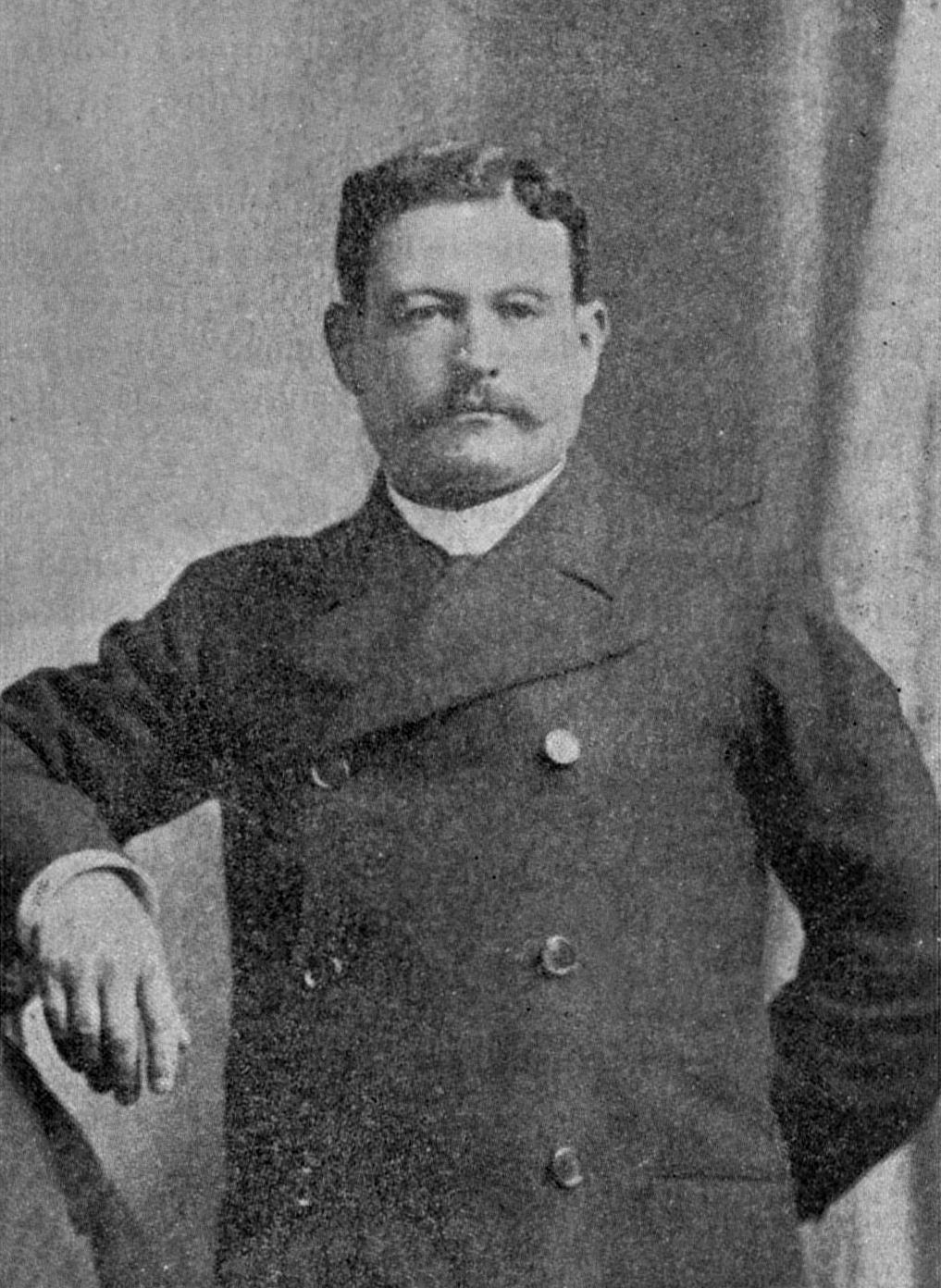
Debido a la censura del gobierno de Pedro Montt y el apoyo de los medios de prensa, los sucesos de la matanza se dieron a conocer solo meses después desde Valparaíso, gracias al testigo Nicolás Palacios.

Durante todo el desarrollo de la huelga general, y en particular durante el 18 de diciembre, cuando ya cientos de trabajadores se habían asentado en la Escuela Domingo Santa María, provenientes de distintas zonas de la pampa, diversos diarios locales destacaban el orden y corrección de los huelguistas.
Sin embargo, el día anterior de la matanza, 20 de diciembre de 1907, El Mercurio publicó una nota que cuestionaba las demandas laborales de los trabajadores del salitre, indicando lo siguiente:

Las condiciones en que se desarrolla el trabajo en faenas las salitreras, colocan al obrero en situación ventajosa respecto de las demás labores de explotación agrícola o industrial del resto del país (...) La detención del trabajo en las salitreras perjudica, más que a los capitalistas, a los huelguistas mismos, pero beneficia a los agitadores. Y como lo hemos dicho, no hay causa visible que justifique los acontecimientos.
El Mercurio, 20 de diciembre de 1907

La Intendencia de Tarapacá, por orden de Carlos Eastman Quiroga, prohibió la impresión y venta de prensa escrita durante todo el 21 de diciembre de 1907, bajo amenaza de serios castigos por desobediencia civil.
El día 22 de diciembre, el diario La Mañana de Talca describiría brevemente, según mencionan, a través de los ojos de corresponsales en Iquique y Valparaíso, los acontecimientos del 20 de diciembre de Buenaventura, describiéndolo como un «choque entre el pueblo y la tropa de línea». En esta nota advirtieron la probabilidad de que el conflicto se agravase.
El diario El Chileno, en su edición del 23 de diciembre de 1907 y bajo el título de «Los sucesos de Iquique», relató que el intendente intentó hablar una hora y media con los huelguistas de la Escuela Santa María tratando de convencerlos que de la forma que estaban actuando no era el mejor medio para conseguir un resultado favorable. Ante las constantes interrupciones, el intendente advirtió que de no cambiar la actitud de los huelguistas, se vería obligado a entregar la provincia al mando militar. Posteriormente, se procedió a entregar el control del orden al general Roberto Silva Renard, quien hizo un llamado a los huelguistas al orden y la compostura, de lo contrario aplicaría la fuerza militar para hacer valer el orden. Los huelguistas desoyeron la intimidación de Silva Renard, y por el contrario el tumulto se hizo más peligroso hasta amenazar con invadirlo todo, ocurriendo disparos de los grupos más exaltados. Se ordenó entonces hacer una descarga para intimidarlos, y en vista de que el desorden tomaba grandes proporciones, se ordenó hacer fuego. El resultado de la refriega fueron varios muertos y numerosos heridos y la entrega de los huelguistas a la disposición de las autoridades, quienes retornaron custodiados por la tropa al hipódromo.
Los sucesos se pudieron dar a conocer a nivel nacional solo meses después, gracias a los artículos publicados en la prensa de Valparaíso por el testigo de la matanza, el médico Nicolás Palacios.

## Consecuencias

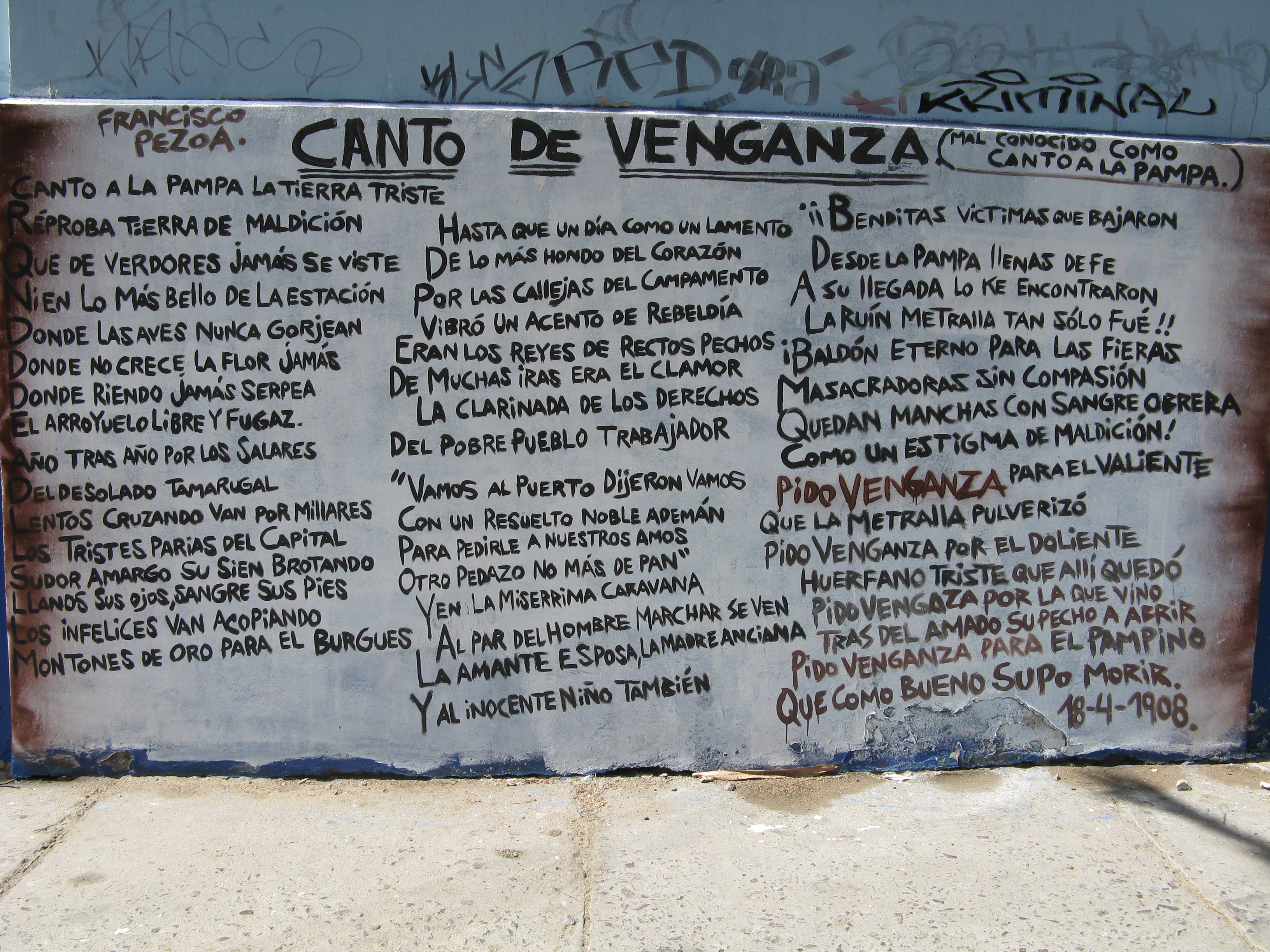
Canto de Venganza, escrito en las murallas de la Escuela. Fotografía tomada en enero de 2008.

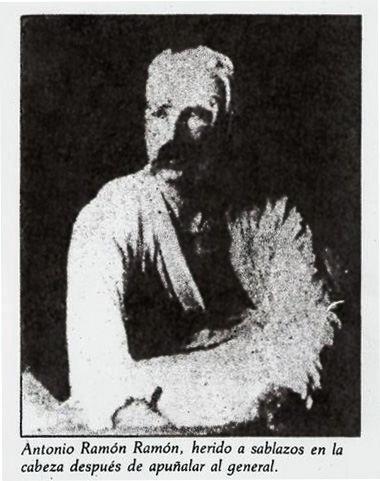
Antonio Ramón Ramón, obrero que atentó contra Roberto Silva Renard en 1914.

El general Silva Renard informó al gobierno de Santiago acerca de los hechos, minimizando su actuación y haciendo responsable de los hechos a los huelguistas. El Congreso Nacional reaccionó tibiamente a estas actitudes, ordenando crear una comisión investigadora, a la cual no se designó a nadie y no realizó ninguna función. Recién los hechos fueron cuestionados e investigados por una Comisión Oficial, la cual publicó un informe que comunicó a la Cámara de Diputados en una sesión del 7 de noviembre de 1913.
La matanza provocó el aquietamiento del movimiento durante cerca de diez años, ante la violencia ejercida por agentes del Estado. La mejora de las condiciones de los obreros fue lenta, y no sería hasta 1920 cuando se empezaran a dictar las leyes sociales mínimas, tales como la de pago en dinero y jornada de trabajo. Por su parte, en 1914, el general Silva Renard, escapó malherido de un intento de asesinato por parte del anarquista español Antonio Ramón Ramón, cuyo hermano Manuel Vaca resultó muerto en la Escuela Santa María. El general Silva Renard moriría unos años más tarde a causa de estas heridas. La matanza, sin embargo, no fue la última aunque sí la mayor sucedida contra trabajadores que protestaban en Chile; el historiador chileno Hernán Ramírez Necochea estima que entre 1901 y 1970 unas 15 000 personas murieron en enfrentamientos con carabineros y militares.
Durante su primer mandato, la presidenta Michelle Bachelet accedió a que se decretase duelo nacional para el 21 de diciembre de 2007, con motivo de la conmemoración de los cien años de la matanza. Para dicha ocasión se creó un monumento en recuerdo de las víctimas, además de realizar exposiciones e informaciones públicas acerca de los hechos.

## Influencia cultural

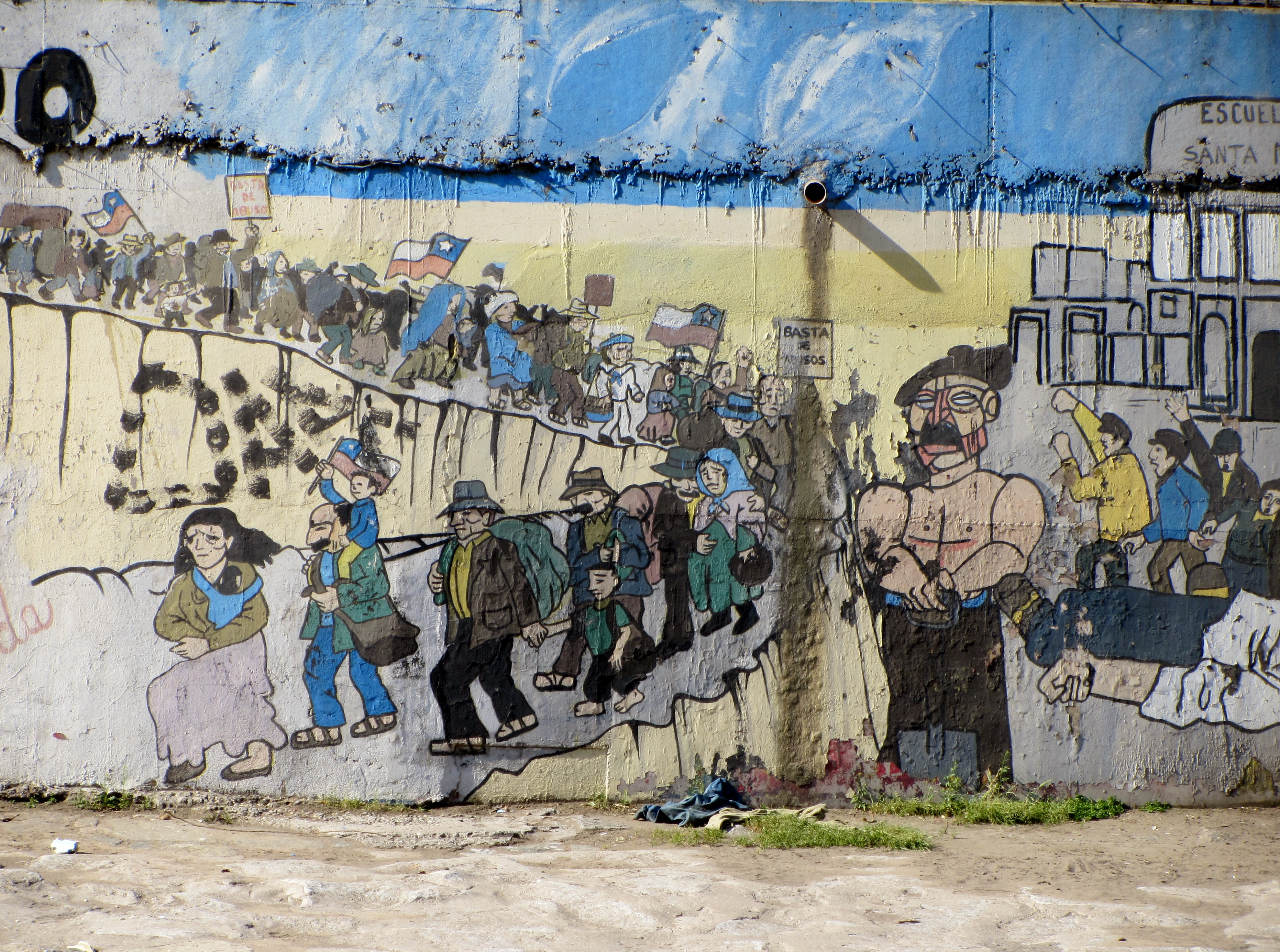
Grafiti sobre la huelga de 1907 de los obreros del salitre.

Los hechos de la matanza fueron intencionalmente omitidos por los gobiernos de la época. Con el paso del tiempo, sus trágicos hechos sirvieron de inspiración para cantantes y poetas, mientras que sus efectos sociales fueron investigados desde mediados del siglo XX. Las principales obras que tratan este evento son:
Libros
- 1915 - Francisco Pezoa, Canto a la pampa
- 1952 - Volodia Teitelboim, Hijo del salitre.
- 1985 - Eduardo Devés, Los que van a morir te saludan.
- 1992 - Alejandro Jodorowsky, Donde mejor canta un pájaro.
- 2002 - Hernán Rivera Letelier, Santa María de las flores negras.
- 2017 - Carlos Tromben, Santa María de Iquique, la muerte de la República.
- 2019 - Andrea Amosson,  Las Lunas de Atacama.

Comics
- 2014 - Pedro Prado, Santa María 1907: La marcha ha comenzado
- 2023 - Pedro Prado, Santa María 1907: La conjura contra la rebelión

Música
- 1970 - Luis Advis, Cantata de Santa María de Iquique (interpretada por Héctor Duvauchelle y Quilapayún)
- 2009 - Luis Advis, Cantata rock de Santa María de Iquique (interpretada por Colectivo Cantata Rock)
- 2005 - Los Solidarios, Escuela Santa María

Teatro
- 2004 - 1907, compañía La Patogallina.
- 2007 - Santa María de Iquique: La venganza de Ramón Ramón, compañía Teatro del Oráculo.
- 2015 - Ramón Ramón, La Venganza Popular de Santa María de Iquique, de Francisco Paco López.[23]
- 2019 - Las voces de los callados, de Iván Vera-Pinto. Cía. Teatro Expresión de Iquique.[24]

Telenovela
- Hijos del desierto, hacen referencia al evento varias veces.